# Toshiaki Kosedo
Toshiaki Kosedo, född 20 maj 1941 i Hiroshima prefektur, är en japansk före detta volleybollspelare.
Kosedo blev olympisk bronsmedaljör i volleyboll vid sommarspelen 1964 i Tokyo.